# 中央區 (新潟市)
中央區（日语：／ Chūō ku */?）為新潟縣新潟市的行政区之一。位于新潟市中心，包括了新潟市旧市域的中央地区、沼垂地区、鳥屋野地区、山潟地区和曾野木地区中日本海東北自動車道以北的地域。区公所位于新潟市公所内。面積32.53平方公里，總人口179,662人。

## 外部連結
- 新潟市*（页面存档备份，存于）